# تابستان (ترانه کالوین هریس)
«تابستان» تک‌آهنگی از هنرمند اهل اسکاتلند کالوین هریس است که در ۱۴ مارس ۲۰۱۴ منتشر شد.
این تک‌آهنگ در چارت‌های، اسکاتلند، ایرلند، فنلاند، بریتانیا، در رتبه اول و در چارت‌های، والونیا، نروژ، لهستان، سوئد، استرالیا، سوئیس، اتریش، فلاندرز، جزو ده ترانه اول قرار گرفت.